# Oskar Roick

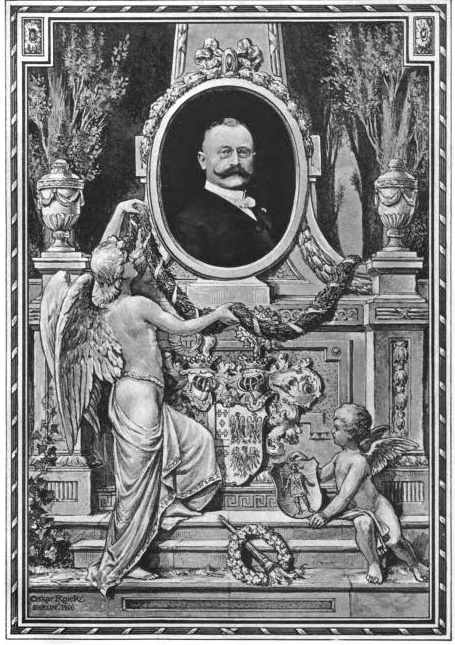
Allegorie von Oskar Roick, auf den Tod des Heraldikers Graf Karl Emich zu Leiningen-Westerburg-Neuleiningen, 1906

Oskar Julius Roick (* 28. März 1870 in Berlin; † 11. Dezember 1926 ebenda) war ein deutscher Heraldiker, Wappenmaler, Illustrator und Lithograf.

## Leben
Roick war Schüler der Kunstgewerbeschule Hannover. Er wurde zum Professor ernannt und zum „Lippischen Hofwappenmaler“. Seit 1897 war er meist in Berlin tätig. Seine Arbeiten hatten wesentlichen Einfluss auf die Heraldik des 19. und 20. Jahrhunderts. Er war mehrfach geehrtes Mitglied im 1869 gegründeten heraldischen Verein Herold sowie im 1888 gegründeten Heraldischen Verein „Zum Kleeblatt“.

## Werke
- Mitarbeit am „Neuen Siebmacher“
- H. Ahrens: Die Wappen der Provinzen des Königreichs Preußen. Carl Küster, Hannover 1897, mit Zeichnungsbeilagen von Oskar Roick
- Deutscher Wappen-Kalender für das Jahr 1903. A. Weller, Kahla/Thüringen 1902. (Download)
- Bernhard Koerner (Hrsg.): Genealogisches Handbuch bürgerlicher Familien, Ein deutsches Geschlechterbuch. Verlag von C. A. Starke, Görlitz 1910 (16. Band mit Zeichnungen von Oskar Roick)
- Familienwappen der Memmesheimer
- Landeswappen des Freistaates Lippe

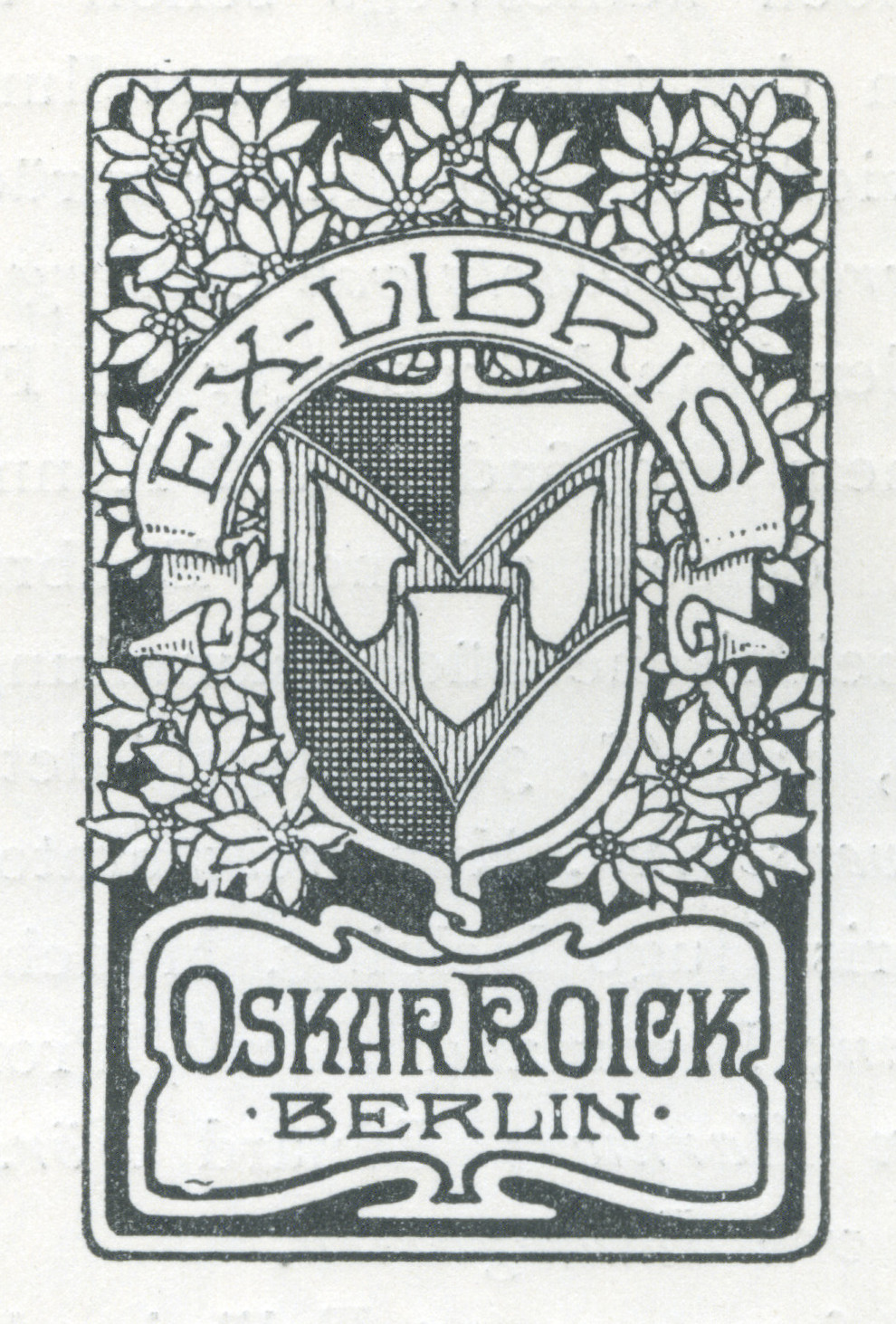
Exlibris von Oskar Roick

- Exlibris von Oskar Roickzahlreiche Ex Libris